# Galium serpylloides
Galium serpylloides là một loài thực vật có hoa trong họ Thiến thảo. Loài này được Royle ex Hook.f. mô tả khoa học đầu tiên năm 1881.